# Losjukov
Losjukov je priimek več oseb:
- Aleksander Losjukov, ruski diplomat
- Prohor Aleksejevič Losjukov, sovjetski general